# Aizu
Aizu (会津 Aizu?) es un área que representa el tercio oeste de la prefectura de Fukushima en Japón. La ciudad principal del área es Aizu-Wakamatsu.
Durante el período Edo, Aizu fue un dominio feudal conocido como  Aizuhan (会津藩 Aizuhan?) y parte de la provincia de Mutsu.

## Historia

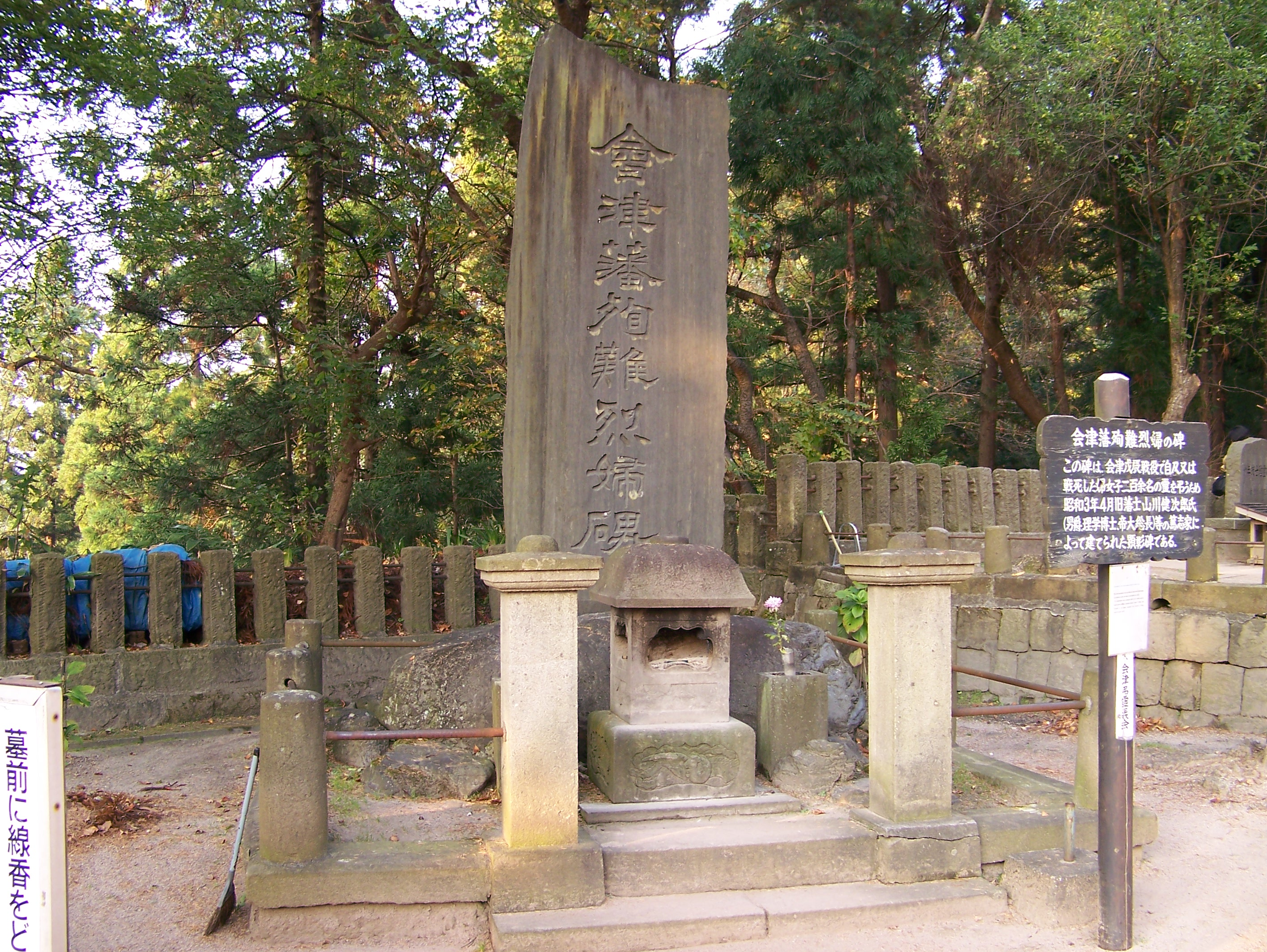
Monumento a los Samurai Byakkotai.

Los gobernantes (daimyō) a lo largo de gran parte del periodo Edo fueron del clan Hoshina, ex altos servidores del clan Takeda. Al comienzo del siglo XVII el principal de la familia, Hoshina Masamitsu, adopta al hijo ilegítimo del segundo shōgun Tokugawa Hidetada, y como resultado la fortuna de la familia Hoshina crece cada vez más. Hoshina Masayuki, el adoptado, aumentó en importancia durante el mandato como shōgun de su medio hermano Tokugawa Iemitsu, incluso actuando como regente durante la minoría de edad del cuarto shōgun Tokugawa Ietsuna. A finales del siglo XVII, la familia Hoshina fue autorizada a usar Tokugawa, la cresta malva Matsudaira y el apellido, y desde entonces fue conocido como el Aizu-Clan Matsudaira, con el nombre Hoshina utilizado solamente para los documentos internos.
Aizu fue reconocida por su desarrollo en artes de combate, y mantenía en armas constantemente cerca de 5000 guerreros y firmes normas de  conducta en la guerra de las cuales las instrucciones siguientes son un ejemplo. 

- 敵地といえども猥りに田畑を踏荒らすべからざる事。

"[Cuando entras] al territorio enemigo, sabes que pisotear y arruinar los campos de arroz está prohibido."
- 敵地に入って、婦女を犯し、老幼を害し、墳墓を荒らし、民家を焼き、猥りに畜類を殺し、米金を掠取り、故なく林木を伐り、作毛を刈取べからざる事。

"Cuando entras a territorio enemigo, se prohíbe violar a las mujeres, el daño a los ancianos, profanar tumbas, quemar las casas, matar de manera innecesaria el ganado innecesariamente, el saqueo de dinero y arroz, talar los árboles y las plumas de las aves arrancar"

Durante la 9ª generación Matsudaira Katamori, despliega sus tropas a Kyoto, donde se desempeñó como Kyōto Shugoshoku. Logra con ello el odio del clan Chōshū, y margina a su aliado, el clan  Satsuma.
En 1860 Katamori apoya al shōgun Tokugawa Yoshinobu en el enfrentamiento con el Emperador. Los clanes Satsuma-Chōshū pasan  a controlar la Corte Imperial y tras la dimisión de Yoshinobu, piden se declare a Katamori y Aizu como "enemigos de la Corte,". Katamori hace grandes esfuerzos para mantener la paz pero finalmente enfrenta a las fuerzas imperiales en 1868 durante la Guerra Boshin. Aunque Aizu se combinó con la Ouetsu Reppan Domei, sus fuerzas Aizu son sitiadas en el castillo de Tsuruga capital del dominio en octubre de 1868 donde tras una feroz batalla son derrotados.
Los Byakkotai ("La Compañía del Tigre Blanco") fueron un grupo de samuráis adolescentes que realizaron seppuku al ver el castillo ardiendo creyendo que sus defensas habían sido vencidas y que ellos llegaron tarde.

## Personajes famosos de Aizu
- Nakano Takeko (1847 – 1868), onna-musha, rama femenina de los samurai, que en la batalla de Aizu formó una división armada femenina para defender el castillo de Tsuruga llamada 娘子隊 (Jōshitai).
- Hideyo Noguchi (1876 – 1928), doctor que contribuyó a los tratamientos de la sífilis y la fiebre amarilla.  Su imagen (2007) aparece en el billete de 1.000 yenes.
- Niijima Yae (Yamamoto Yaeko, 1845 – 1932), onna-musha, rama femenina de los samurai, cofundadora de la Universidad Doshisha, esposa de Niijima Jo (Joseph Hardy Neesima).
- Yamamoto Kakuma (1828 – 1892), samurai, cofundador de la Universidad Doshisha.
- Takamine Hideo (1854 – 1910), samurai, graduado de la Escuela Normal de Oswego en Nueva York , educador del periodo Meiji y director de la Escuela Normal de Tokio, la escuela de arte de Tokio y la Escuela de Música de Tokio.
- Sōkaku Takeda (1859-1943) Maestro de Daito Ryu Aiki Jujutsu
- Ibuka Kajinosuke (1854 – 1935), pastor cristiano, responsable de la  introducción de la YMCA en Japón.
- Matsudaira Tsuneo (1877 – 1949), hijo de Matsudaira Katamori, embajador de Japón en EE. UU. y  Reino Unido.
- Matsudaira Setsuko (1909 – 1995), hija de Matsudaira Tsuneo; luego casada con el Príncipe  Chichibu no Miya, hermano del Emperador Hirohito.
- Yamakawa Kenjiro (1854 – 1931) , graduado de la Universidad de Yale, médico, investigador,  Presidente de la Universidad de Tokio y Kyoto.
- Tokugawa Tsunenari (1940 – ), nieto de Matsudaira Tsuneo; actual cabeza de la familia Tokugawa.
- Saigō Tanomo (1830 – 1903), Jefe del consejo del Clan de Aizu; luego, maestro de Sōkaku Takeda y abad de Nikkō Tōshō-gū.
- Akabane Shirō (赤羽四郎) (1855 – 1910), Embajador japonés en Holanda.
- Akazuka Takemori (赤塚武盛) (1852 – 1879), Jefe de policía del periodo Meiji.
- Iwa Uryu (1829 – 1897), prominente trabajador social.
- Suwa Kichiko (1819 – 1907), filántropo.
- Yūki Kunitari (1800 – 1888), poeta.
- Matsudaira Isao (松平勇雄) (1907 – 2006), nieto de Matsudaira Katamori, político y gobernador de la prefectura de Fukushima (1976-1988).
- Akizuki Teijirō (1824 – 1900), samurai y educador.
- Kiyoshi Saitō (1907 – 1997), sōsaku hanga artista.

## Lista de daimyos de Aizu
- clan Gamō 1590-1598 (Tozama; 919,000 koku)

|   | Nombre                 | Fecha     |
| - | ---------------------- | --------- |
| 1 | Gamō Ujisato 蒲生氏郷  | 1590-1595 |
| 2 | Gamō Hideyuki 蒲生秀行 | 1595-1598 |

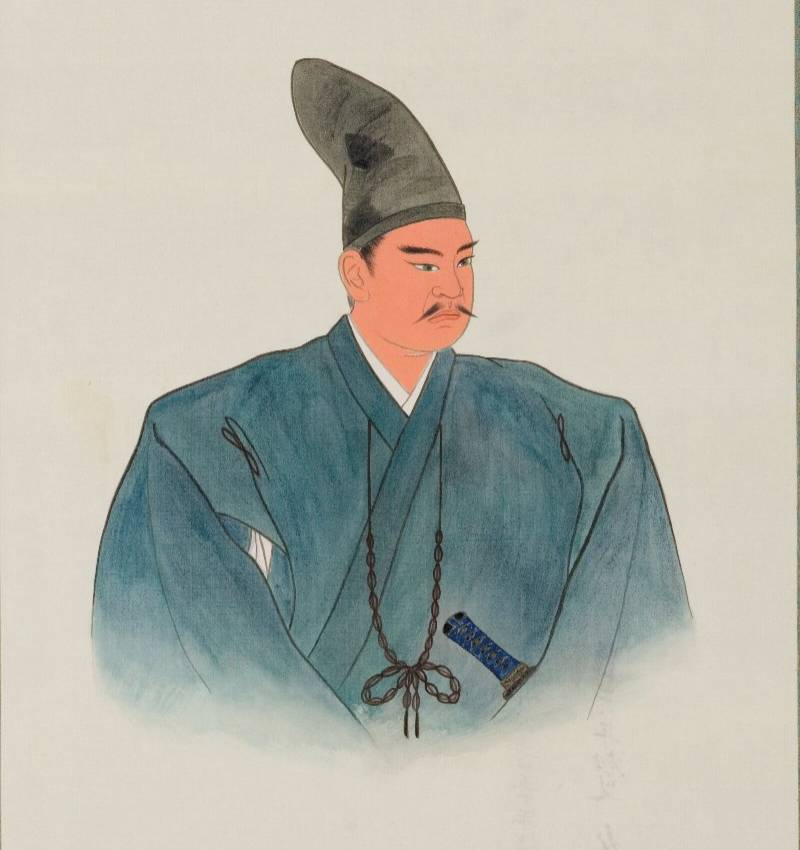
Uesugi Kagekatsu.

- clan Uesugi 1598-1601 (Tozama; 1,200,000 koku)

|   | Nombre                    | Fecha     |
| - | ------------------------- | --------- |
| 1 | Uesugi Kagekatsu 上杉景勝 | 1598-1601 |

- clan Gamō 1601-1627 (Tozama; 600,000 koku)

|   | Nombre                 | Fecha     |
| - | ---------------------- | --------- |
| 1 | Gamō Hideyuki 蒲生秀行 | 1601-1612 |
| 2 | Gamō Tadasato 蒲生忠郷 | 1612-1627 |

- clan Katō 1627-1643 (Tozama; 400,000 koku)

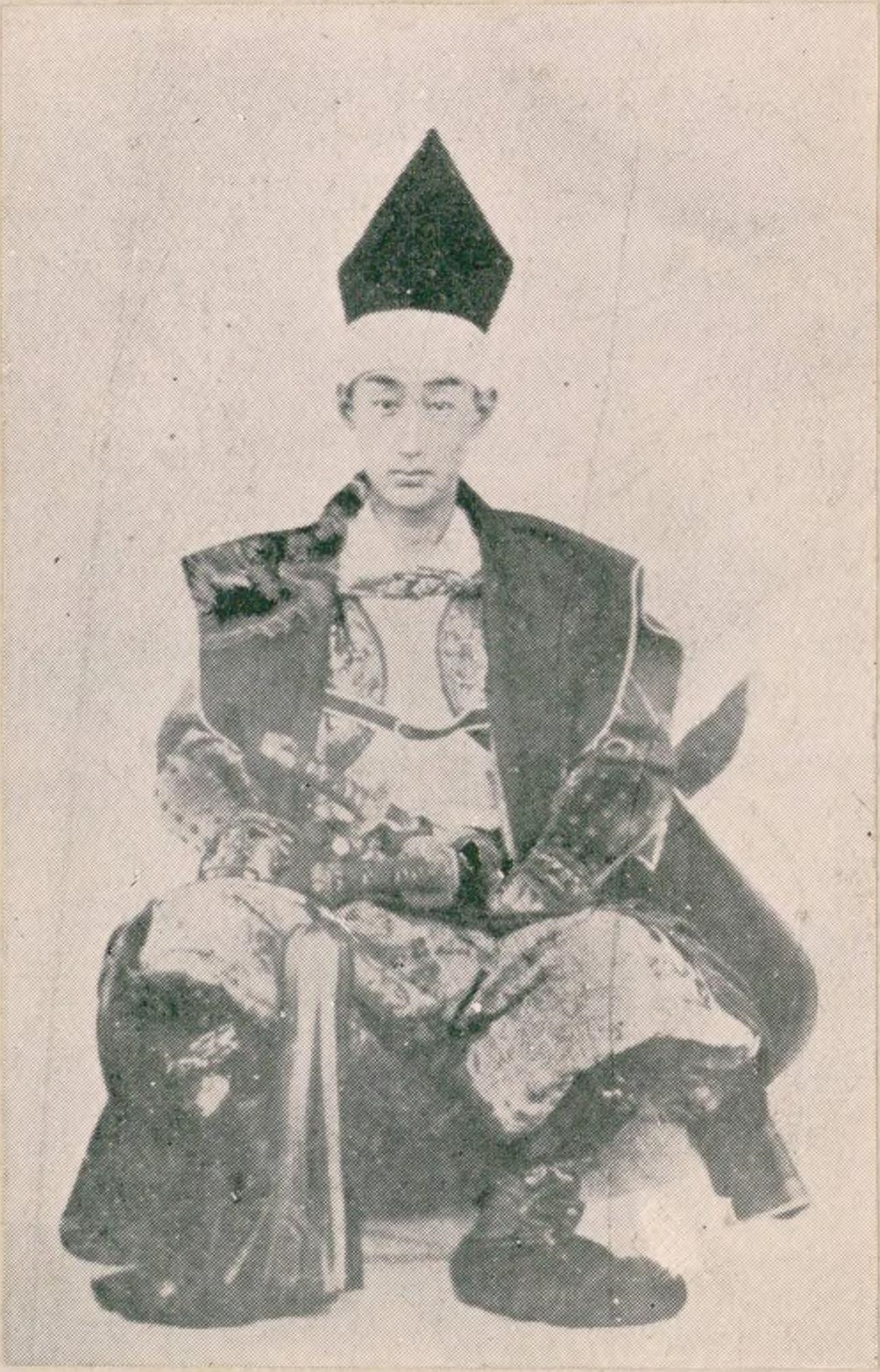
Matsudaira Katamori.

|   | Nombre                 | Fecha     |
| - | ---------------------- | --------- |
| 1 | Katō Yoshiaki 加藤嘉明 | 1627-1631 |
| 2 | Katō Akinari 加藤明成  | 1631-1643 |

- clan Hoshina-Matsudaira 1643-1868 (Shinpan; 230,000->280,000 koku)

|    | Nombre                       | Fecha     |
| -- | ---------------------------- | --------- |
| 1  | Hoshina Masayuki 保科正之    | 1643-1669 |
| 2  | Hoshina Masatsune 保科正経   | 1669-1681 |
| 3  | Matsudaira Masakata 松平正容 | 1681-1731 |
| 4  | Matsudaira Katasada 松平容貞 | 1731-1750 |
| 5  | Matsudaira Katanobu 松平容頌 | 1750-1805 |
| 6  | Matsudaira Kataoki 松平容住  | 1805      |
| 7  | Matsudaira Katahiro 松平容衆 | 1806-1822 |
| 8  | Matsudaira Katataka 松平容敬 | 1822-1852 |
| 9  | Matsudaira Katamori 松平容保 | 1852-1868 |
| 10 | Matsudaira Nobunori 松平喜徳 | 1868      |

## Referencias

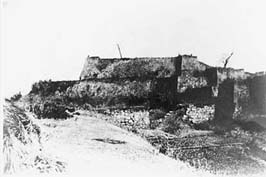
Caída del castillo Shirakawa-Komine, durantew la batalla de Aizu.
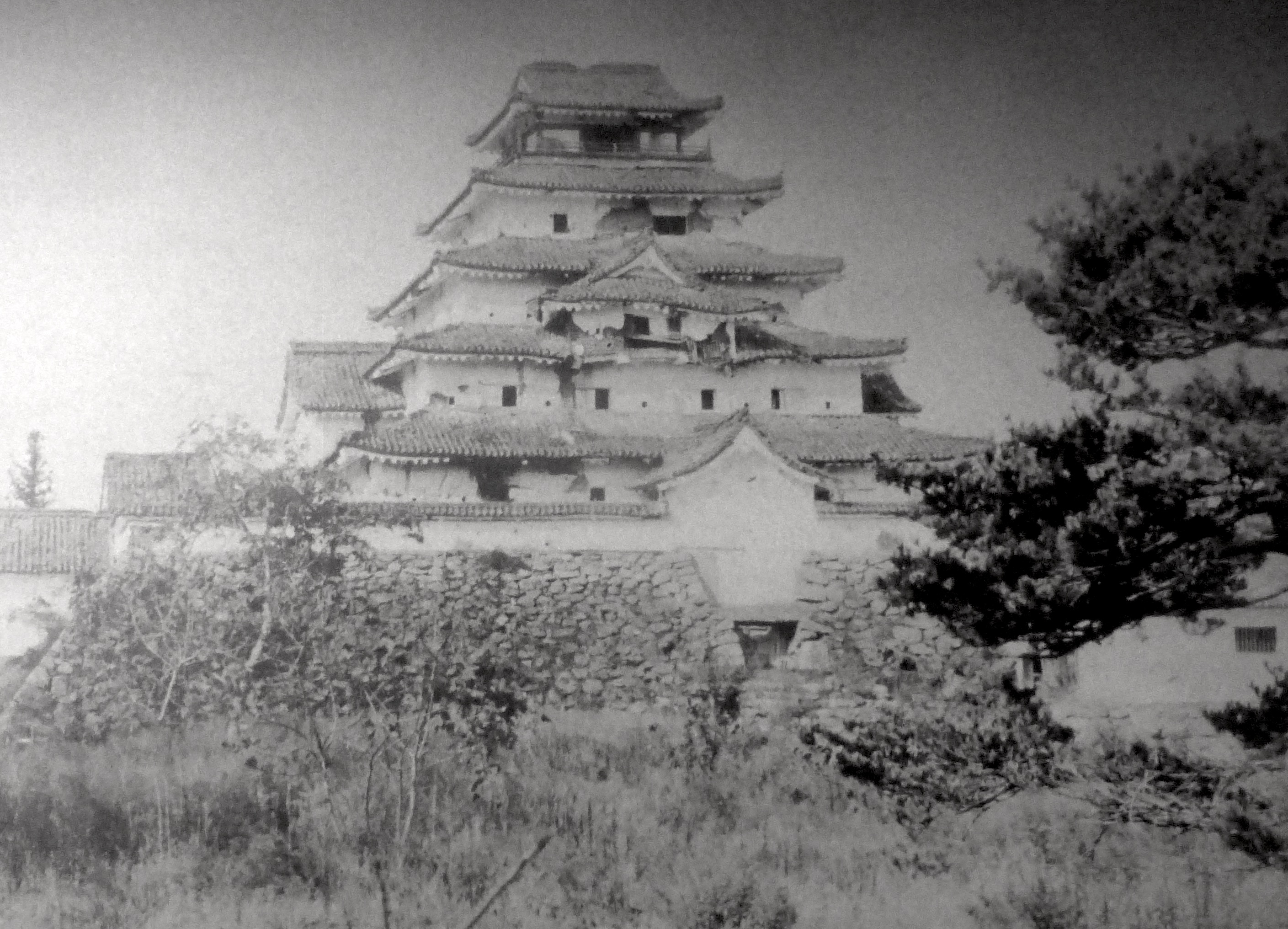
El castillo Aizuwakamatsu dañado luego de la batalla
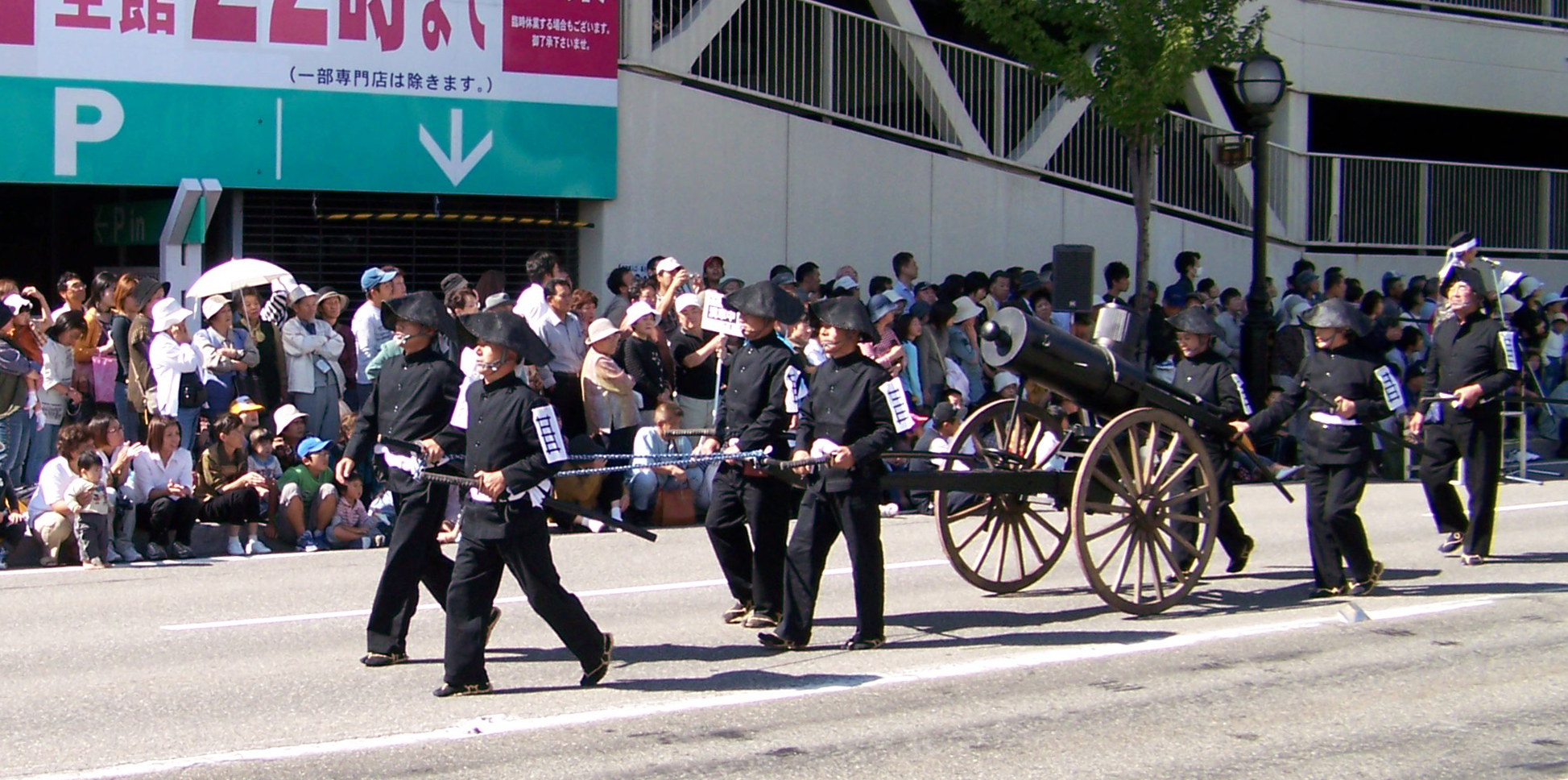
Conmemoración de los artilleros de Aizu.
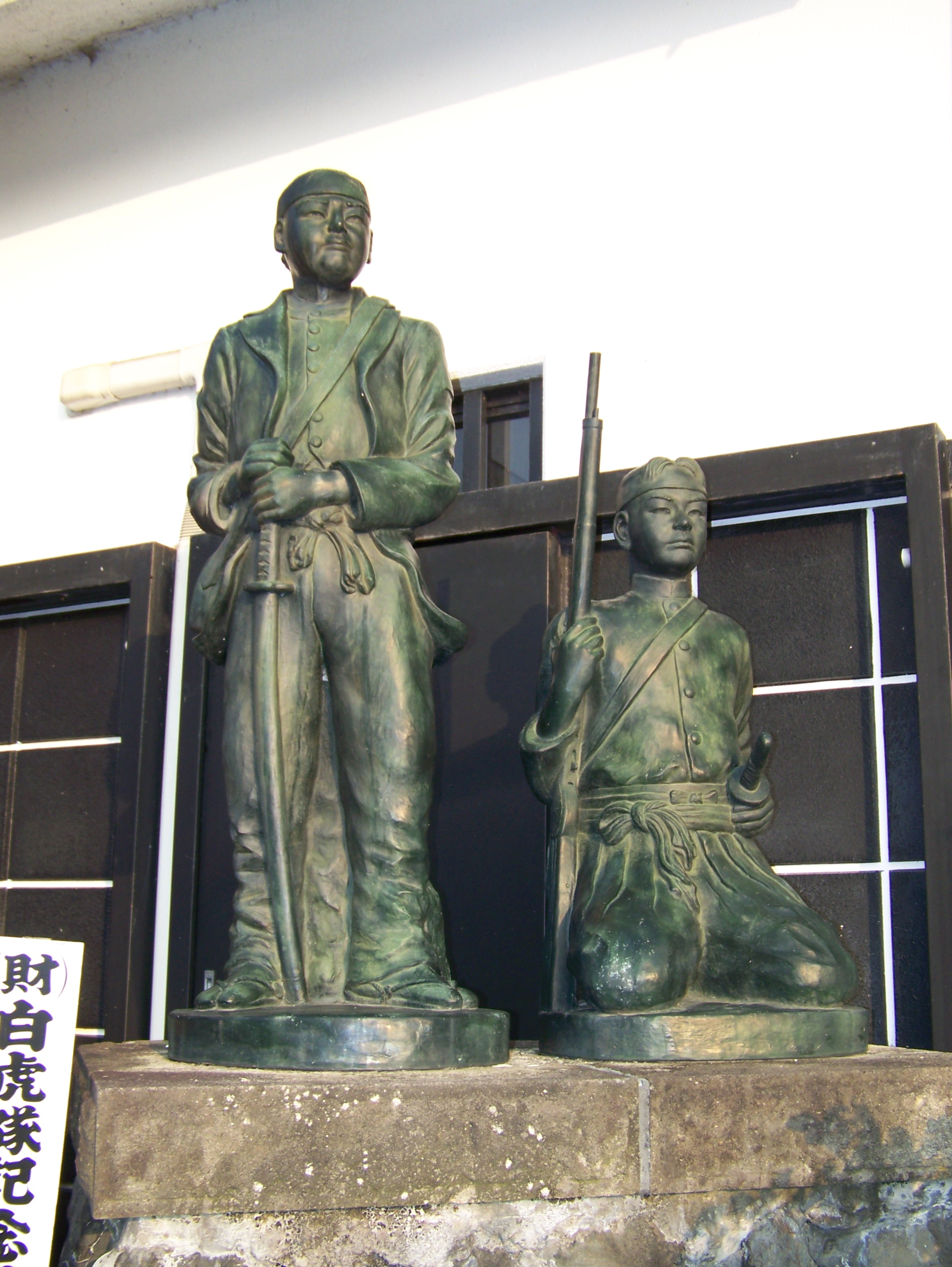
estatua conmemorativa de los guerreros Byakkotai
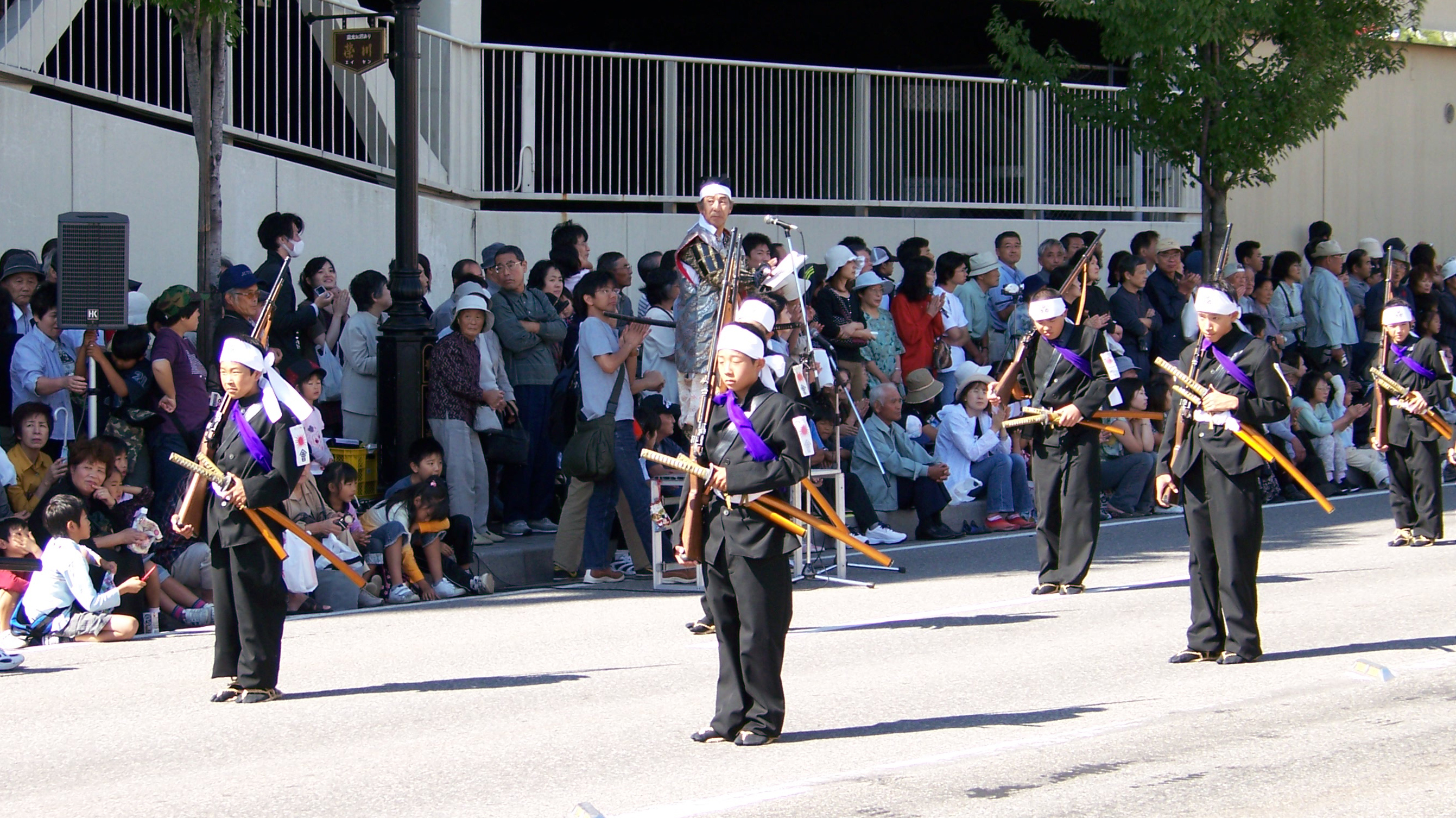
Jóvenes guerreros en el Festival de Aizu.
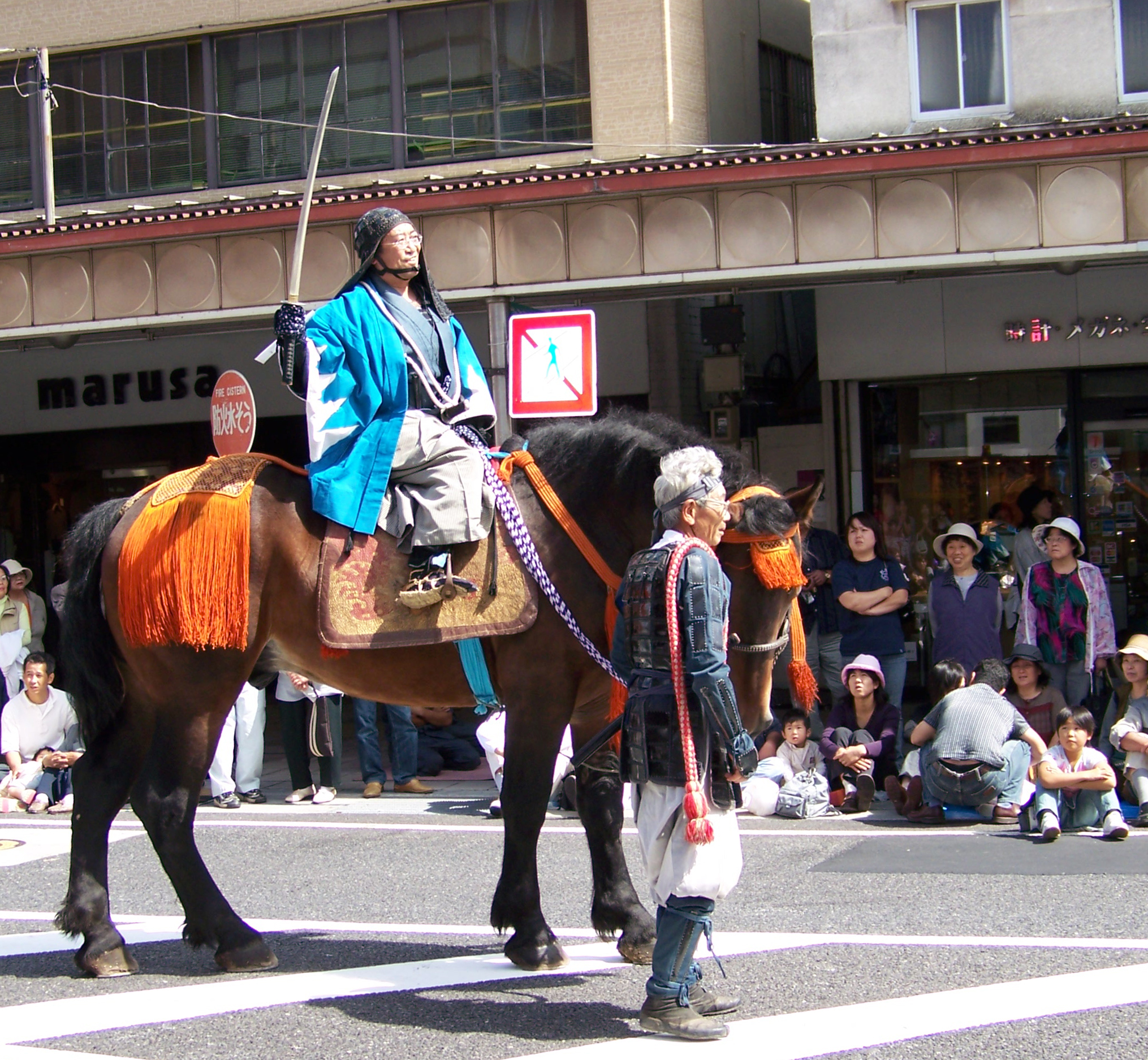
Daimyo en el festival de Fukushima
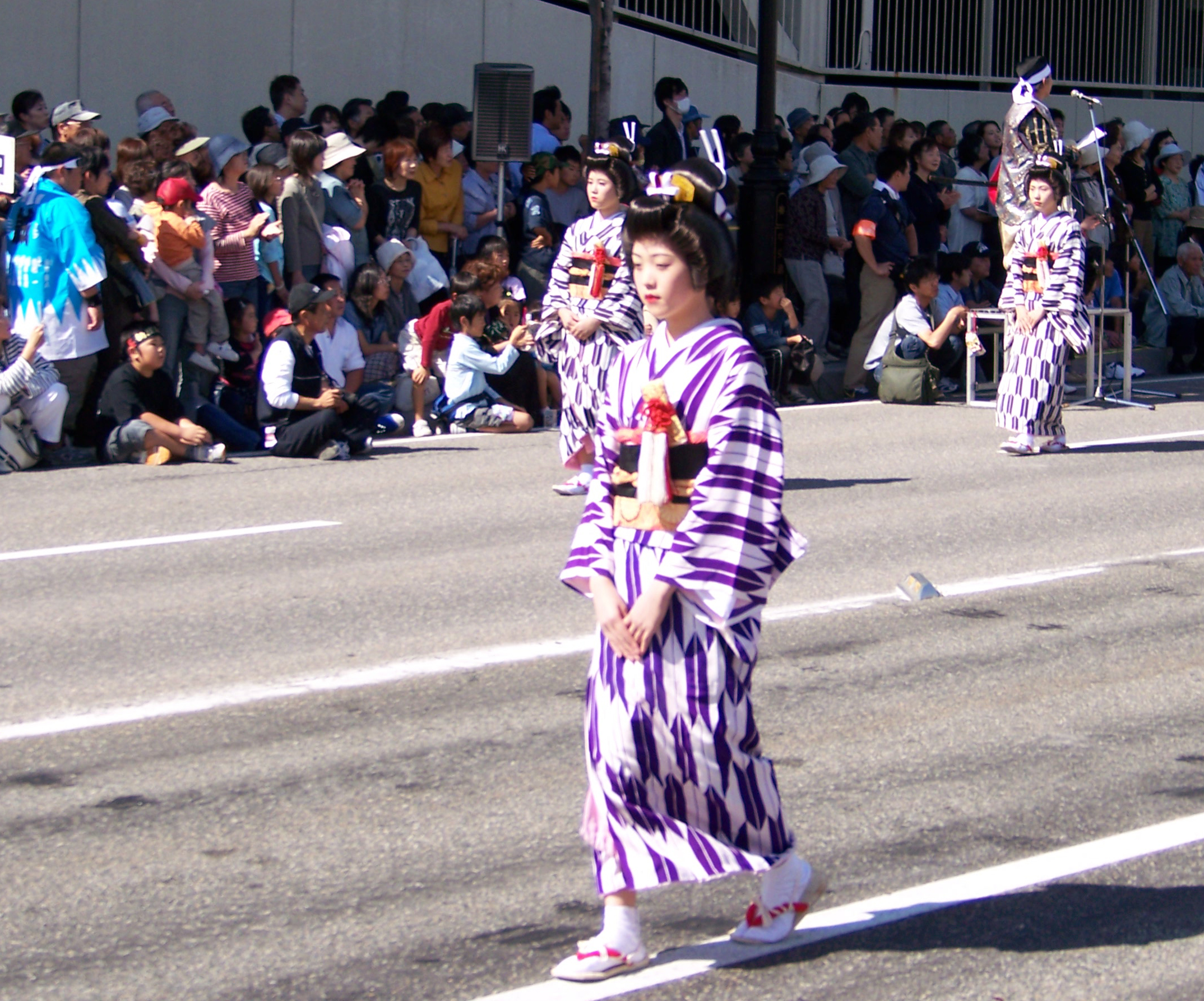
Jóvenes en Kimono en el Festival de Aizu.
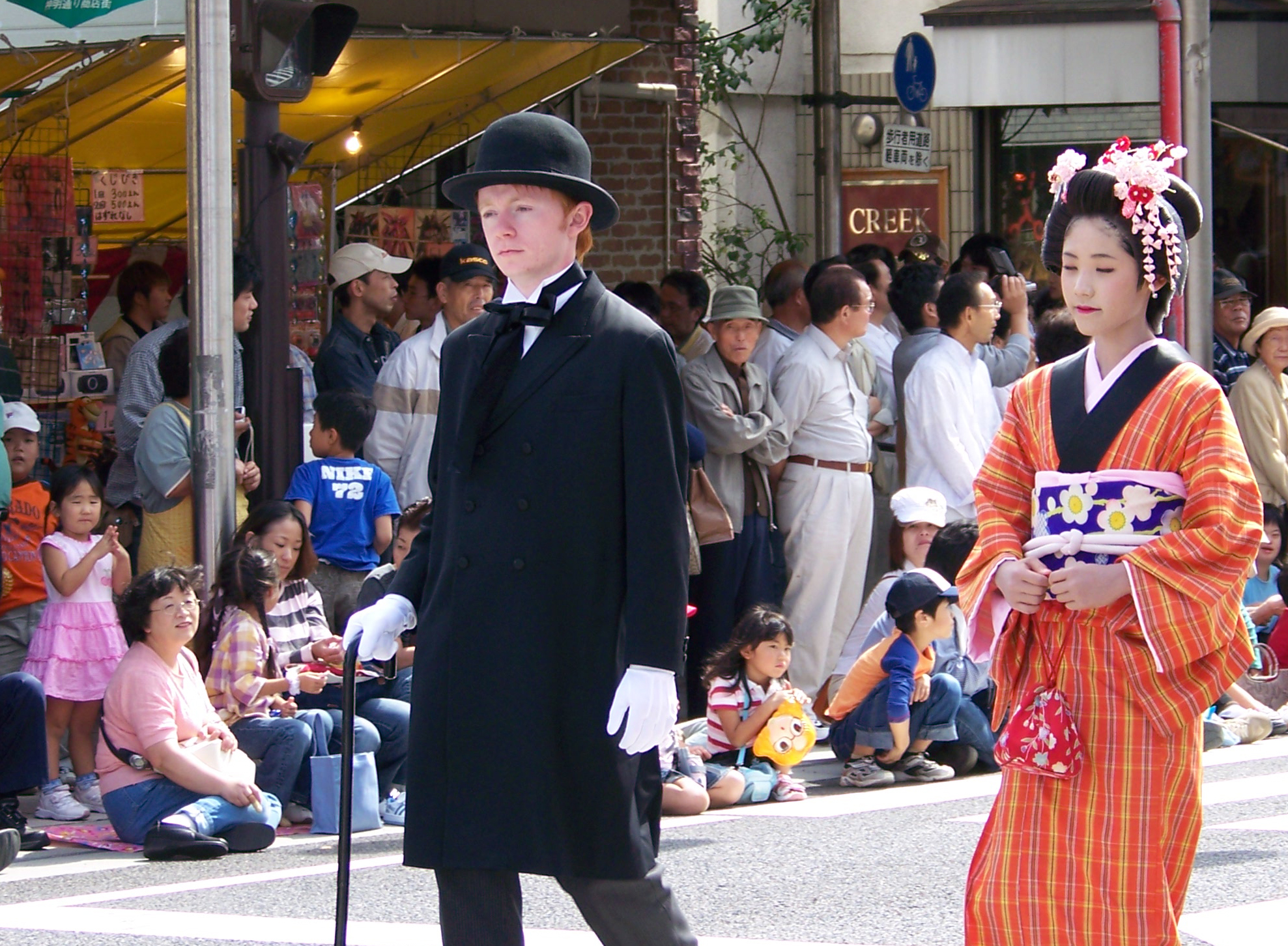
Joven representando a Henry Schnell el comerciante de armas alemán.